# European Premiere Cup Women (softball)
La European Premiere Cup Women è la massima competizione internazionale per squadre di softball femminile. È organizzata annualmente dalla European Softball Federation (Fédération Européenne Softball, ESF), e vi partecipano le squadre vincitrici dei rispettivi campionati nazionali.
La prima edizione è stata organizzata nel 1978; a partire dal 1993 la manifestazione è stata suddivisa in due Divisioni: Division A e Division B.
L'edizione 2019 si è tenuta a Bollate, in Agosto, ed è stata organizzata e vinta dal Bollate Softball.

## Albo d'oro
| 1978 | Haarlem                      | Terrasvogels             | DSS                      |
| 1979 | Haarlem                      | HHC                      | Terrasvogels             |
| 1980 | Brasschaat                   | Terrasvogels             | HHC                      |
| 1981 | Finale Ligure                | Terrasvogels             | Kerodex                  |
| 1982 | Finale Ligure                | Bloemendaal              | Terrasvogels             |
| 1983 | Haarlem                      | Terrasvogels             | Lazio Roma               |
| 1984 | Nuenen                       | Terrasvogels             | DSS                      |
| 1985 | Roma                         | Terrasvogels             | San Saba                 |
| 1986 | Oosterhout                   | Terrasvogels             | HCAW                     |
| 1987 | Roma                         | Bloemendaal              | Terrasvogels             |
| 1988 | Anversa                      | Mr. Cocker HCAW          | Bloemendaal              |
| 1989 | Parma                        | Staller Terrasvogels     | Parma Crocetta           |
| 1990 | Santpoort                    | Mr. Cocker HCAW          | Staller Terrasvogels     |
| 1991 | Roma                         | Lazio Roma               | Staller Terrasvogels     |
| 1992 | Praga                        | Mr. Cocker HCAW          | Bollate                  |
| 1993 | Nizza                        | HCAW                     | Gambro Twins             |
| 1994 | Bussum                       | HCAW                     | Bussolengo               |
| 1995 | Anversa                      | HCAW                     | Bussolengo               |
| 1996 | Bussolengo                   | Terrasvogels             | HCAW                     |
| 1997 | Haarlem                      | Forlì                    | A4 Terrasvogels          |
| 1998 | Forlì                        | Mr.Cocker HCAW           | Forlì                    |
| 1999 | Bussum                       | Macerata                 | A4 Terrasvogels          |
| 2000 | Macerata                     | Macerata                 | Rivas Vaciamadrid        |
| 2001 | Santpoort-Zuid               | Macerata                 | Forlì                    |
| 2002 | Macerata                     | Forlì                    | Haarlem Sparks           |
| 2003 | Forlì                        | Haarlem Sparks           | Carrousel                |
| 2004 | Viladecans                   | NY Pizza Sparks Haarlem  | Sanotinit Bollate        |
| 2005 | Macerata                     | Fabi Macerata            | NY Pizza Sparks Haarlem  |
| 2006 | Bollate                      | Fabi Macerata            | Sparks Haarlem           |
| 2007 | Haarlem                      | Fiorini Forlì            | Mosca Macerata           |
| 2008 | Praga                        | AMGA Legnano             | Dornbirn Sharx           |
| 2009 | Legnano                      | Dornbirn Sharx           | Carousel Bosco Sport     |
| 2010 | Haarlem                      | Tex Town Tigers          | DES Caserta              |
| 2011 | Caserta                      | Tex Town Tigers          | Sparks Haarlem           |
| 2012 | Enschede                     | Sparks Haarlem           | DES Caserta              |
| 2013 | Praga                        | Eagles Praag             | Sparks Haarlem           |
| 2014 | Montegranaro                 | La Loggia                | Joudrs Praga             |
| 2015 | Praga                        | Bussolengo               | La Loggia                |
| 2016 | Ronchi dei Legionari         | Sparks Haarlem           | Joudrs Praga             |
| 2017 | Haarlem                      | Bussolengo               | Terrasvogels             |
| 2018 | Forlì                        | Bussolengo               | Zraloci Ledenice         |
| 2019 | Bollate                      | MKF Bollate              | Bussolengo               |
| 2020 | Edizione non disputata       | Edizione non disputata   | Edizione non disputata   |
| 2021 | Buttrio e Castions di Strada | Poderi dal Nespoli Forlì | MKF Bollate              |
| 2022 | Bollate                      | Olympia Haarlem          | Poderi dal Nespoli Forlì |